# 1990년 6월
| 1990년: 1월 · 2월 · 3월 · 4월 · 5월 · 6월 · 7월 · 8월 · 9월 · 10월 · 11월 · 12월 |

| <          | 1990년 6월 | 1990년 6월 | 1990년 6월 | 1990년 6월 | 1990년 6월 | >             |
| 일         | 월         | 화         | 수         | 목         | 금         | 토            |
|            |            |            |            |            | 1 5.9 정유 | 2 10 무술     |
| 3 11 기해  | 4 12 경자  | 5 13 신축  | 6 14 임인  | 7 15 계묘  | 8 16 갑진  | 9 17 을사     |
| 10 18 병오 | 11 19 정미 | 12 20 무신 | 13 21 기유 | 14 22 경술 | 15 23 신해 | 16 24 임자    |
| 17 25 계축 | 18 26 갑인 | 19 27 을묘 | 20 28 병진 | 21 29 정사 | 22 30 무오 | 23 윤5.1 기미 |
| 24 2 경신  | 25 3 신유  | 26 4 임술  | 27 5 계해  | 28 6 갑자  | 29 7 을축  | 30 8 병인     |

| 편집하기 |

## 1990년6월 23일
- 몰도바가 독립하다.

## 1990년6월 8일
- 1990년 FIFA 월드컵이 이탈리아에서 개막하였다.